# Bismarck (Dakota del Nord)
Bismarck (/ˈbɪzˌmɑːrk/) è un comune (city) degli Stati Uniti d'America, capoluogo della contea di Burleigh, e capitale dello Stato federato del Dakota del Nord. La popolazione era di 61 272 abitanti al censimento del 2010, il che la rende la seconda città più popolosa dello stato dopo Fargo. Nel 2015, la rivista Forbes ha classificato Bismarck come la settima città negli Stati Uniti per velocità della crescita.
Bismarck fu fondata da euroamericani nel 1872 sulla sponda orientale del fiume Missouri. È la capitale del Dakota del Nord dal 1889, quando lo stato fu creato dal Territorio del Dakota e fu ammesso all'Unione. Bismarck è attraversata dal fiume insieme a Mandan, che prende il nome da una storica tribù di nativi americani dell'area. Le due città costituiscono il nucleo dell'area metropolitana di Bismarck-Mandan.
Il Campidoglio, l'edificio più alto dello stato, si trova nel centro di Bismarck. Il governo statale impiega più di 4 000 persone nella città. Come centro della vendita al dettaglio e di assistenza sanitaria, Bismarck è il centro economico del centro-sud del Dakota del Nord e del centro-nord del contiguo Dakota del Sud.

## Geografia fisica

### Territorio
Bismarck è situata a 46°48′48″N 100°46′44″W (46,813343, −100,779004). Secondo lo United States Census Bureau, la città ha una superficie totale di 80,88 km², dei quali 79,89 km² di territorio e 0,99 km² di acque interne (1,23% del totale).

### Clima
Situata nelle Grandi Pianure, in una posizione intermedia tra le Montagne Rocciose e i Grandi Laghi, Bismarck ha un clima simile a entrambe le regioni, caratterizzato da lunghi inverni freddi con nevicate di media intensità ed estati calde e umide. Ci sono temporali in primavera e autunno, ma il clima di Bismarck è comunque abbastanza secco.
Il mese più caldo è luglio, con la temperatura massima a 29 °C e la minima a 14 °C; il mese più freddo, invece, è gennaio, con la temperatura massima a −6 °C e la minima a −18 °C. Il mese più umido è giugno, con 65,8 mm di precipitazioni atmosferiche, e quello più secco è dicembre, con soli 11 mm di precipitazioni.
| Temperature minime, medie e massime |       |       |       |       |      |      |      |      |       |       |       |       |
| Mese                                | Gen   | Feb   | Mar   | Apr   | Mag  | Giu  | Lug  | Ago  | Set   | Ott   | Nov   | Dic   |
| Massima record (°C)                 | 17,2  | 20,5  | 27,2  | 33,8  | 36,6 | 43,8 | 42,7 | 42,7 | 40,5  | 35,0  | 26,1  | 18,3  |
| Massima media (°C)                  | -6,1  | -1,9  | 4,6   | 13,3  | 20,6 | 25,4 | 29,2 | 28,5 | 22,0  | 14,6  | 3,4   | -3,5  |
| Minima media (°C)                   | -18,1 | -13,4 | -7,2  | -0,8  | 6,0  | 10,9 | 13,6 | 12,6 | 6,5   | 0,1   | -7,9  | -15,1 |
| Minima record (°C)                  | -42,2 | -41,6 | -35,0 | -24,4 | -9,4 | -1,1 | 1,6  | 0,5  | -11,6 | -23,3 | -34,4 | -41,6 |
| Piogge in mm                        | 11,4  | 12,9  | 21,6  | 37,1  | 56,4 | 65,8 | 65,5 | 54,6 | 40,9  | 32,5  | 17,8  | 11,2  |
| Fonte: USTravelWeather.com          |       |       |       |       |      |      |      |      |       |       |       |       |

## Storia
Per migliaia di anni, l'attuale parte centrale del Dakota del Nord era abitata da popoli indigeni, che hanno creato culture successive. La storica tribù di nativi americani dei Mandan occupavano l'area molto tempo prima che gli europei arrivassero. Parlavano la lingua hidatsa. Il nome hidatsa di Bismarck è mirahacii arumaaguash ("luogo dei salici altissimi"); il nome arikara è ituhtaáwe [itUhtaáwe].
Nel 1872, gli euroamericani fondarono un insediamento chiamato Missouri Crossing, chiamato così perché la spedizione di Lewis e Clark attraversò il fiume là durante la loro esplorazione dell'Acquisto della Louisiana tra il 1804 e il 1806. Era l'area di un insediamento dei Mandan. Più tardi la nuova città fu chiamata Edwinton, in onore di Edwin Ferry Johnson (1803 – 1872), capo ingegnere della Northern Pacific Railway. La costruzione di ferrovie sul territorio attirò lavoratori e coloni.
Nel 1873 la Northern Pacific Railway rinominò la città come Bismarck, in onore del cancelliere tedesco Otto von Bismarck. I funzionari della ferrovia speravano di attirare immigrati tedeschi nell'area e aumentare gli investimenti tedeschi nella ferrovia. La scoperta dell'oro nelle vicine Black Hills del Dakota del Sud l'anno successivo fu un impulso maggiore per la crescita. Migliaia di minatori arrivarono nell'area, penetrando su ciò che i Lakota consideravano un territorio sacro e portando ad aumentare le tensioni con i nativi americani. Bismarck divenne un centro di trasporto merci sulla "Custer Route" dalle Colline Nere. Nel 1883 Bismarck fu designata come capitale del Territorio del Dakota e nel 1889 come capitale del nuovo stato del Dakota del Nord.

## Società

### Evoluzione demografica
Al 2022 ha una popolazione di 74 400 abitanti, circa 10 000 in più rispetto al censimento del 2000.

### Etnie e minoranze straniere
Secondo il censimento del 2010, la composizione etnica della città era formata dal 92,4% di bianchi, lo 0,65% di afroamericani, il 4,53% di nativi americani, lo 0,56% di asiatici, lo 0,03% di oceaniani, lo 0,3% di altre razze, e l'1,54% di due o più etnie. Ispanici o latinos di qualunque razza erano l'1,33% della popolazione.

## Cultura

### Istruzione

#### Scuole
L'ente di gestione delle scuole pubbliche, Bismarck Public Schools, opera in quindici scuole primarie, tre scuole secondarie di primo grado (Simle, Wachter e Horizon), e tre scuole secondarie di secondo grado ("Century High School", "Bismarck High School" e "South Central High School"). In totale gli studenti sono 10 400 circa, e il corpo docente è di 1 500 insegnanti.
Fra le scuole private, le più prestigiose e le più antiche sono quelle gestite da alcuni enti religiosi.

#### Università
A Bismarck ci sono cinque fra college e università. La University of Mary, università quadriennale gestita dall'Ordine di San Benedetto, è il più grande ateneo della città. Il Bismarck State College è un college di due anni affiliato al sistema universitario statale. Il United Tribes Technical College invece è un college di due anni rivolto soprattutto ai nativi. Il Rasmussen College infine, dalla durata di due anni, è un campus affiliato al Rasmussen College system.

### Media

#### Stampa
L'unico quotidiano con sede a Bismarck è il The Bismarck Tribune. Il giornale è stato fondato nel 1873 ed è la più vecchia pubblicazione ancora in vendita della città. Il Tribune è il giornale ufficiale della città di Bismarck, della contea di Burleigh, e dello stato del Dakota del Nord.

#### Radio
A Bismarck si possono ricevere fino a 27 stazioni radio. Tutte le emittenti commerciali sono spartite fra la Clear Channel Communications e la Cumulus Media.

#### Televisione
Le emittenti televisive con sede a Bismarck sono sei, alcune delle quali ritrasmesse da Minot, Williston e Dickinson. Le stazioni sono:
- KBME, affiliata alla PBS
- KFYR, affiliata alla NBC
- KXMB, affiliata alla CBS
- KBMY, affiliata alla ABC
- KNDX, affiliata alla Fox
- K46DY, affiliata alla TBN

## Economia
Con oltre 4 300 impiegati, l'apparato burocratico dello stato del Dakota del Nord è il più grande datore di lavoro della città. Al secondo posto si trovano due importanti enti assistenziali, il St. Alexius Medical Center e il Medcenter One Health Systems, con una forza lavoro sommata di circa 4 100 persone. Altre importanti attività e industrie di Bismarck sono la Bobcat Company (controllata della coreana Doosan Infracore), la Basin Electric Power Cooperative, il Coventry Health Care, l'ente che gestisce le scuole pubbliche, la Midwest Motor Express, e il Governo federale degli Stati Uniti d'America.
Bismarck è inoltre sede della MDU Resources Group, che nel 2009 è risultata al 473º posto della lista Fortune 500.

## Infrastrutture e trasporti
Data la posizione al centro del Dakota del Nord, Bismarck è diventato un importante snodo dei trasporti.
L'Aeroporto Municipale di Bismarck sorge a sud della città ed è il più importante scalo passeggeri del Dakota del Nord occidentale, e il secondo più trafficato dell'intero stato. L'aeroporto è servito dalle compagnie United Express, Allegiant Air e Northwest Airlines. Nel maggio del 2005 è stato ultimato un nuovo scalo dal valore di 15 milioni di dollari. Il vecchio terminal, costruito fra gli anni sessanta e settanta, è stato gravemente danneggiato da una tempesta, a causa della quale si è optato per la demolizione della vecchia struttura per fare spazio a quella nuova.
La ferrovia BNSF Railway corre per la città in direzione est-ovest. Non vi è più alcun servizio ferroviario Amtrak a Bismarck da quando la tratta North Coast Hiawatha venne interrotta nel 1979; la più vicina stazione ferroviaria Amtrak è quella di Minot, a nord di Bismarck, dove oggi corre la linea Empire Builder.
Bismarck è servita inoltre da due autostrade a livello federale: la Interstate 94 corre in direzione est-ovest attraverso la città è la unisce a Mandan, mentre in direzione perpendicolare corre la U.S. Route 83, la quale passa a nord del centro e dopo 40 chilometri circa di strada parallela alla Interstate 94 svolta in direzione sud
Il servizio di trasporto pubblico è il Capital Area Transit System (CAT), lanciato nel maggio 2004. Le linee di bus sono undici, e corrono soprattutto sulla linea Bismarck-Mandan. La Bis-Man Transit gestisce inoltre il servizio di taxi della città.

## Amministrazione
Bismarck viene governata da una "Commissione cittadina", formata da un consiglio ristretto di cinque persone scelto dagli elettori. Il presidente di questa commissione copre anche l'incarico di sindaco. La commissione si riunisce nel secondo e nel quarto martedì di ogni mese.

## Sport
Dopo il trasferimento avvenuto nel 2012 dei Dakota Wizards, squadra della NBA Development League, a Santa Cruz, la città non ha più nessuna franchigia professionistica.
Gli sport professionistici erano arrivati nella città a metà degli anni 1990, proprio con i Wizards. I Wizards hanno vinto trofei in occasione dei giorni dedicati all'International Basketball Association e alla Continental Basketball Association, ma soprattutto hanno vinto il campionato di NBA Development League 2006-2007. Bismarck in passato aveva avuto una squadra professionistica di baseball, i Dakota Rattlers, ma dopo alcune stagioni la squadra aveva lasciato la capitale per spostarsi a Minot.
La squadra di hockey su ghiaccio dei Bismarck Bobcats gioca nella North American Hockey League, e la squadra è composta perlopiù da giocatori al di sotto dei 20 anni.